# Cisaris mitis
Cisaris mitis là một loài tò vò trong họ Ichneumonidae.